# Post Malone
О́стін Рі́чард Пост (англ. Austin Richard Post), знаний під псевдонімом Пост Мало́ун (англ. Post Malone) — американський репер, співак, автор пісень та гітарист. Народився у місті Сірак'юс, Нью-Йорк. Навчаючись у середній школі всіляко експериментував з музикою, зокрема входив до складу хеві-метал гурту. У шістнадцятирічному віці створив свій перший мікстейп, використовуючи редактор-секвенсор для написання музики FL Studio. Протягом деякого часу навчався в Коледжі округу Таррант, але покинув навчання, познайомившись з продюсером 1st Down.
Перше визнання прийшло до нього у лютому 2015 року, коли репер випустив свій дебютний сингл «White Iverson». У серпні 2015 року Пост Мелоун підписав контракт з лейблом Republic Records, після чого світ побачили композиції «Congratulations» (за участі репера Quavo) та «Rockstar» (за участі репера 21 Savage), які відповідно посіли восьму та першу сходинку у списку Гарячої сотні Біллборда. 2016 року вийшов його дебютний альбом «Stoney». 27 квітня 2018 року світ побачив його другий студійний альбом «Beerbongs and Bentleys».

## Біографія
Остін Річард Пост народився 4 липня 1995 року в місті Сірак'юс, Нью-Йорк, США. Виховувався своїм батьком Річем Постом та мачухою Джоді Пост. В юності його батько працював діджеєм, тому познайомив свого сина з різними музичними жанрами, серед яких, зокрема, хіп-хоп, кантрі та рок.
У дев'ятирічному віці Пост разом із сім'єю переїхав до Грейпвайна (Техас), де його батько отримав посаду менеджера, що відповідав за постачання їжі та напоїв для американської футбольної команди «Даллас Ковбойс». Почавши грати на гітарі, 2010 року Пост вирішив пройти слухання та стати гітаристом гурту Crown the Empire, але йому відмовили, адже під час прослуховування у нього тріснула струна. Він захопився грою на гітарі завдяки відеогрі «Guitar Hero». За словами самого Поста, він вперше спробував себе у ролі професійного музиканта, коли приєднався до хеві-метал гурту. Невдовзі він, однак, переключився на легший рок і хіп-хоп та почав експериментувати з FL Studio. У шістнадцятирічному віці Пост за допомогою Audacity створив свій перший мікстейп «Young and After Them Riches», першими слухачами якої стали його однокласники з Середньої школи Грейпвайна. Він завдячує своїй любові до музики своєму батькові, який відкрив для нього найрізноманітніші музичні жанри. Будучи учнем випускного класу середньої школи, його однокласники проголосували за те, що він «найімовірніше стане відомим». Підлітком Пост працював у фастфуд мережі Chicken Express.
Він вступив до Коледжу округу Таррант, де провчився декілька місяців. Залишивши навчання в коледжі, Пост та його давній друг Джейсон Пробст (професійний стример відеоігор) переїхали до Лос-Анджелеса, де разом із декількома іншими продюсерами та артистами сформували гурт BLCKVRD та почали записувати музику. Декілька учасників гурту, серед яких і Пост, поселились в одному будинку в Сан Фернандо. У цей час Пост познайомився з продюсером 1st Down.

## Кар'єра
За словами самого Поста, своє сценічне ім'я він вигадав ще у чотирнадцятирічному або п'ятнадцятирічному віці. Вважалося, що його псевдонім містить натяк на професійного баскетболіста Карла Мелоуна, але згодом він пояснив, що Пост — його справжнє прізвище, а другу частинку Мелоун він обрав за допомогою «генератора реп імен». Пост познайомився з 1st Down і Річем з команди FKi та Рексом Кудо, які спродюсували деякі його треки, серед яких, зокрема, «White Iverson». Пост здійснив запис пісні через два дні після її написання. Композиція деякою мірою містить посилання на професійного баскетболіста Аллена Айверсона. У лютому 2015 року Пост загрузив трек на свою сторінку в SoundCloud. 19 липня 2015 року світ побачив відеокліп на пісню «White Iverson», який станом на грудень 2017 року на ютюбі переглянули більш ніж 470 мільйонів разів. Сингл отримав позитивну оцінку від реперів Мак Міллера та Wiz Khalifa, але також — негативний відгук від репера Ерла Светшота.
Через місяць після виходу «White Iverson» кількість переглядів відеокліпа сягнула мільйона, а сам Пост швидко привернув до себе увагу музичних лейблів. У серпні 2015 року він підписав контракт з Republic Records. Незабаром Пост почав співпрацю з такими відомими реперами як 50 Cent, Young Thug, Kanye West тощо. У серпні 2015 року Пост Мелоун виступив на вечірці з нагоди вісімнадцятиріччя Кайлі Дженнер, де зустрів Каньє Веста, який уподобав його музику та запросив до співпраці над треком «Fade» з альбому « The Life of Pablo». Потоваришувавши з Джастіном Бібером, Пост вирушив з ним у світове турне «Purpose World Tour». 20 квітня 2016 року вийшов ще один сингл «Go Flex». 12 травня 2016 року вийшов його дебютний повноцінний мікстейп «August 26th», який натякав на дату випуску його дебютного альбому. 9 червня 2016 року Пост з'явився на американському нічному токшоу «Джиммі Кіммел наживо!», де виконав трек «Go Flex».
У червні 2016 року головний редактор журналу «XXL» Венесса Сеттен повідомила, що вони планували помістити Поста на обкладинку журналу, але «його команда сказала, що він не приділяє багато уваги хіп-хопу та більше сконцентрується у напрямку року, попу, кантрі». Пост, однак, заперечив це твердження, зазначивши, що його нещодавній мікстейп та майбутній альбом створенні у жанрі хіп-хопу. У серпні 2016 року Пост вибачився за те, що його дебютний альбом — «Stoney» — вийде із запізненням. 4 листопада стало можливим передзамовлення альбому, який, зрештою, побачив світ 9 грудня. Згодом Пост назвав свій альбом «посередністю».
У листопаді 2016 року Пост випустив сингл «Congratulations» (за участі репера Quavo з гурту Migos). Трек посів восьме місце у списку Billboard Hot 100. Альбом «Stoney» у жовтні 2017 року став подвійно платиновим за сертифікацією RIAA.
У лютому 2017 року Пост оголосив назву майбутнього альбому — «Beerbongs & Bentleys», вихід якого заплановано 2018 року. У вересні світ побачив сингл «Rockstar» (за участі репера 21 Savage), який посів першу сходинку у списку Billboard Hot 100. У листопаді 2017 року світ побачив відеокліп на пісню «Rockstar», режисером якого став Еміль Нава.
23 лютого 2018 року світ побачив трек «Psycho», записаний за участі репера Ty Dolla Sign. Пісня посіла 2 сходинку на Billboard Hot 100, ставши його третім треком, який увійшов першого десятка пісень цього чарту. 27 квітня 2018 року світ побачив його другий студійний альбом «Beerbongs and Bentleys». 2018 року Пост та Свей Лі записали пісню «Sunflower», який став саундтреком до фільму «Людина-павук: Навколо всесвіту». На даний момент, ця пісня набрала більше 2 мільярдів відтворень на YouTube, та 3 мільярдів прослуховувань на Spotify.  У листопаді 2018 року стало відомо, що Пост записує третій студійний альбом у своєму домі в Юті. Виконавця номіновано на 4 нагороди на 61-й церемонії премії «Греммі» за альбом «Beerbongs & Bentleys». Крім того, Пост виступив на одній сцені з Red Hot Chili Peppers під час показу нагород 10 лютого 2019 року. Згодом виконавець презентував трек «Wow», який має увійти до його третього студійного альбому.

## Дискографія
- Stoney (2016)
- Beerbongs & Bentleys (2018)
- Hollywood's Bleeding (2019)
- Twelve Carat Toothache (2022)
- Austin (2023)
- F-1 Trillion (2024)